# Tregistbach
Der Tregistbach ist ein rund 7,3 Kilometer langer, linker Nebenfluss der Kainach in der Steiermark.

## Verlauf
Der Tregistbach entspringt im nordöstlichen Teil der Stadtgemeinde Bärnbach in der Katastralgemeinde Hochtregist östlich der Zerstreuten Häuser Weingartsberg und westlich des Hofes Groß Hagen am südlichen Hang des Hochkogels. Er fließt in einem flachen Rechtsbogen insgesamt nach Süden. In der Stadtgemeinde Voitsberg mündet er in der Katastralgemeinde Voitsberg Vorstadt einige hundert Meter südlich der L 341 in die Kainach, die danach nach rechts abknickt. Auf seinen Lauf nimmt der Tregistbach drei größere benannte sowie mehrere kleine unbenannte Bäche auf.
Im Jahr 1957 wurde der Tregistbach auf einer Strecke von 650 Metern in ein neues Bett umgeleitet, damit die darunter lagernde Braunkohle vom Bergbau Zangtal abgebaut werden konnte.
| Zuläufe und Bauwerke \| Tregistbach \| Tregistbach \| Tregistbach \| \| ---------------- \| ----------- \| ------------- \| \| Legende \| \| \| \| Bärnbach \| \| Bärnbach \| \| \| \| \| \| \| \| \| \| \| \| Rompoldgraben \| \| \| \| Hackergraben \| \| \| \| \| \| Voitsberg \| \| Voitsberg \| \| \| \| Altsteigbach \| \| \| \| \| \| \| \| \| \| \| \| \| \| Landesstraße 341 \| \| \| \| Kainach \| \| \| |  |               |
| Tregistbach |  |               |
| Legende |  |               |
| Bärnbach |  | Bärnbach      |
| |  |               |
| |  |               |
| |  | Rompoldgraben |
| |  | Hackergraben  |
| |  |               |
| Voitsberg |  | Voitsberg     |
| |  | Altsteigbach  |
| |  |               |
| |  |               |
| |  |               |
| Landesstraße 341 |  |               |
| Kainach |  |               |